# Konstantin Bogino
Konstantin Bogino (Mosca, 17 maggio 1950) è un pianista russo, direttore dell'Accademia internazionale musicale di Roma. Attualmente vive in Francia.

## Biografia
Si avvicinò alla musica grazie all'influenza di suo padre Georgij, anch'egli pianista e didatta; suonò per la prima volta in concerto a 11 anni, eseguendo opere di Johann Sebastian Bach. Dal 1957 al 1966 studiò alla Scuola Centrale di Musica a Mosca. Diplomatosi al Conservatorio di Mosca, in cui frequentò le lezioni di Verna Gornostaeva, iniziò nel 1973 una lunga serie di concerti in coppia con la violinista Marina Kozolupova, che si concluse nel 1978 dopo oltre 300 esibizioni. Svolse anche, parallelamente ai concerti con Kozolupova, la professione di professore: insegnò difatti al Conservatorio Gnessinih nell'allora capitale dell'Unione Sovietica. La sua formazione musicale si è basata sui connazionali pianisti Ėmil' Gilel's, Svjatoslav Richter e Arthur Rubinstein, con cui, nel tempo, ha anche stretto amicizia, così come con il collega italiano Arturo Benedetti Michelangeli.  Nel 1979 ha ricevuto due riconoscimenti: il Concorso Internazionale di Monaco di Baviera e il Grand Prix, assegnato a Firenze. Ha poi insegnato in altre nazioni, tra cui Italia, Germania, Finlandia e Jugoslavia. Ha registrato album per svariate etichette discografiche, tra cui RCA Italiana e Dynamic. Nel 1975 ha fondato, con Anatole Liebermann e Pavel Vernikov, il "Trio Čajkovskij", con il quale ha tenuto  molti concerti specialmente negli anni 1970 nell'URSS. Ha suonato con i violinisti Il'ja Grubert e Oleksandr Semčuk, collabora con molti altri solisti e cameristi internazionali. In Italia, nel 2008, nel 2009 e nel 2010, ha tenuto anche tre importanti master class di perfezionamento presso il Conservatorio Nino Rota di Monopoli (Bari), due delle quali aperte ad allievi internazionali. Tiene regolarmente master class presso l'Accademia Lorenzo Perosi di Biella. Nell'ambito delle tre master class ha collaborato con alcuni maestri italiani, si è esibito in concerto - in duo e in differenti formazioni cameristiche - con altri musicisti, tra i quali il violoncellista Enrico Dindo, il pianista Domenico Di Leo (solista, camerista, docente titolare della cattedra di Musica da Camera) riscuotendo sempre un notevole successo di pubblico e di critica.

## Discografia parziale

### In solo o in duo
- Franck; Šostakovič, Kuhmon Kamarimusiikki, 1989[6]
- Il violino virtuoso, Dynamic, 1991 (con Il'ja Grubert)
- Brahms: Viola Sonatas, Op. 120; Joachim: Variations on an Original Theme Op. 10, Conifer, 1992 (con Rivka Golani)[7]
- Cesar Franck: Piano Quintet Solo de Piano Kuhmo Chamber Soloists, Ondine, 1992[8]
- Čajkovskij: Romanze da camera, Musicaimmagine, 1994
- Il '900 Sovietico (con Antonio Amenduni)[9]

### Con il Trio Čajkovskij
- Rachmaninov: Trio Elegiaque op. 9; Šostakovič, Trio in mi minore op. 67, Dynamic, 1986[10]
- Šostakovič Piano Trio Op. 67 / Piano Quintet, Ondine, 1989[10]
- Čajkovskij: Piano Trio, The Seasons, Musicaimmagine, 1993
- Antonin Dvořák: Trio Dumky Op. 90; Bedřich Smetana: Trio op. 15, Musicaimmagine, 1995[11]